# The Freddie Mercury Album
The Freddie Mercury Album este un proiect solo postum cu materiale de la solistul și vocalistul trupei Queen, Freddie Mercury, lansat în 1992. Albumul este alcătuită în principal din remixuri de la versiunile sale anterioare, precum și versiunile originale ale „Barcelona”, „Love Kills”, „Exercises in Free Love” și „The Great Pretender”. 

## Număr piese
1. "The Great Pretender" (Ram) - 3:27
2. "Foolin' Around (Steve Brown Mix)" (Mercury) - 3:36
3. "Time (Nile Rodgers 1992 Remix)" (Clark/Christie) - 3:50
4. "Your Kind of Lover (Steve Brown Mix)" (Mercury) - 3:59
5. "Exercises in Free Love" (Mercury/Moran) - 3:58
6. "In My Defence (Ron Nevison Mix)" (Clark/Daniels/Soames) - 3:52
7. "Mr. Bad Guy (Brian Malouf Mix)" (Mercury) - 3:56
8. "Let's Turn It On (Jeff Lord-Alge Mix)" (Mercury) - 3:46
9. "Living on My Own (Julian Raymond Mix)" (Mercury) - 3:39
10. "Love Kills" (Mercury/Moroder) - 4:29
11. "Barcelona" (Mercury/Moran) - 5:37